# Leptodactylus cunicularius
Leptodactylus cunicularius är en groddjursart som beskrevs av Sazima och Werner C.A. Bokermann 1978. Leptodactylus cunicularius ingår i släktet Leptodactylus och familjen tandpaddor. IUCN kategoriserar arten globalt som livskraftig. Inga underarter finns listade i Catalogue of Life.